# Хевеши, Иштван
Иштван Хевеши (венг. István Hevesi; 2 апреля 1931, Эгер — 9 февраля 2018, Будапешт) — венгерский ватерполист, выступавший за национальную сборную Венгрии по водному поло в период 1953—1960 годов (провёл 73 матча). Чемпион летних Олимпийских игр в Мельбурне, бронзовый призёр Олимпиады в Риме, двукратный чемпион Европы. Также известен как пловец, трёхкратный чемпион венгерского национального первенства в эстафете 4 × 200 метров.

## Биография
Иштван Хевеши родился 2 апреля 1931 года в городе Эгер, Венгрия.
Начинал спортивную карьеру в 1945 году в ватерпольном клубе Egri Barátság SE, в котором провёл два сезона. Затем выступал за такие команды как Egri SZTK и Bp. Honvéd. Одновременно с карьерой в водном поло также достаточно успешно занимался плаванием, в разное время трижды становился чемпионом Венгрии в эстафете 4 × 200 метров (1947, 1948, 1952).
Первого серьёзного успеха на международном уровне добился в сезоне 1954 года, когда вошёл в основной состав венгерской национальной сборной и побывал на чемпионате Европы по водному поло в Турине, откуда привёз награду золотого достоинства.
Благодаря череде удачных выступлений удостоился права защищать честь страны на летних Олимпийских играх в Мельбурне. Венгерская команда выиграла у Великобритании и США на предварительном этапе, затем в финале взяла верх над Италией, Германией, Советским Союзом и Югославией — таким образом набрала наибольшее количество очков и заняла первое место. Матч против СССР получился особенно напряжённым и был остановлен полицией из-за начавшихся беспорядков. Хевеши при этом довелось поучаствовать в трёх играх своей команды.
После мельбурнской Олимпиады Иштван Хевеши остался в основном составе ватерпольной команды Венгрии и продолжил принимать участие в крупнейших международных соревнованиях. Так, в 1958 году он успешно выступил на домашнем чемпионате Европы в Будапеште, добавив в послужной список ещё одну золотую медаль.
В 1960 году отправился выступать на Олимпийских играх в Риме — на сей раз венгры выиграли у США, Бельгии, Франции и Нидерландов, но проиграли Югославии, а с СССР сыграли вничью. С десятью очками заняли третье место и получили бронзовые награды. Хевеши сыграл в пяти матчах и отметился одним голом. По окончании римской Олимпиады принял решение завершить спортивную карьеру. В 1967 году окончил Будапештский университет физической культуры и работал тренером в «Гонведе».
За выдающиеся спортивные достижения в 2004 году награждён премией «Наследие Венгрии», в 1996 году — командорским крестом ордена Заслуг. Носит звание полковника венгерской армии, достойного спортсмена Венгерской Народной Республики (1954).
Умер 9 февраля 2018 года в Будапеште в возрасте 86 лет.